# La Créature stellaire
 (mai 2025).
Motif : Aucune source secondaire véritable
- Archive Wikiwix
- Bing
- Cairn
- DuckDuckGo
- E. Universalis
- Gallica
- Google
- G. Books
- G. News
- G. Scholar
- Persée
- Qwant
- (zh) Baidu
- (ru) Yandex
- (wd) trouver des œuvres sur Wikidata

| 1. | Préciser le motif de la pose du bandeau. | Précisez le motif de la pose du bandeau en utilisant la syntaxe suivante : {{admissibilité à vérifier\|date=juin 2025\|motif=remplacez ce texte par le motif}}                             |
| 2. | Informer les utilisateurs concernés.     | Pensez à avertir le créateur de l'article, par exemple, en insérant le code ci-dessous sur sa page de discussion : {{subst:avertissement admissibilité à vérifier\|La Créature stellaire}} |

La Créature stellaire (The Star Beast) est le premier des trois épisodes spéciaux diffusés du 25 novembre 2023 au 9 décembre 2023 à l'occasion des 60 ans de la série télévisée britannique Doctor Who diffusé le 25 novembre 2023 sur BBC One et Disney+.
Cet épisode marque le début d'une nouvelle ère, avec le retour de David Tennant en tant que Quatorzième Docteur ainsi que Donna Noble interprétée par Catherine Tate mais aussi le retour de Russell T Davies, showrunner de Doctor Who de 2005 à 2010, qui reprend le flambeau après le départ de Chris Chibnall à la suite de l'épisode Le Pouvoir du Docteur.

## Distribution
- David Tennant (VFB : David Manet) : Quatorzième Docteur
- Catherine Tate (VFB : Monia Douieb) : Donna Noble
- Miriam Margolyes (VFB : Olivier Prémel) : le Meep (voix)
- Karl Collins (VFB : Nicolas Matthys) : Shaun Temple
- Yasmin Finney (VFB : Ludivine Deworst) : Rose Noble
- Jacqueline King (VFB : Ioanna Gkizas) : Sylvia Noble
- Ruth Madeley (VFB : Maya Boelpaepe) : Shirley Anne Bingham
- Jamie Cho : Colonel Chan
- Dara Lall : Fudge Merchandani
- Ronak Patani : Major Singh
- John Hopkinson : Agent Zgreeg (voix)
- Ned Porteous : Sergent Zogroth (voix)
- Matt Green (VFB : Peppino Capotondi) : Reporter de la BBC
- Archie Backhouse : le sergent

## Accroche
À Londres, le Docteur mène une course contre la montre après qu'un vaisseau spatial se soit écrasé. Mais alors que la bataille fait rage, le destin semble le conduire vers une vieille amie, Donna Noble.

## Résumé
À la suite de sa régénération, le Quatorzième Docteur atterrit à Londres où il se retrouve face à Donna Noble, qui ne se souvient pas de lui. Elle est accompagnée de sa fille Rose, et de son mari Shaun Temple. Un vaisseau spatial atterrit à proximité, remarqué par tous sauf Donna. Le Docteur demande à Shaun, alors chauffeur de taxi, de l'emmener vers le lieu du crash. Là-bas, il rencontre une scientifique de UNIT, Shirley Anne Bingham, le Docteur se demande pourquoi il ressemble à sa dixième incarnation et est réintégré dans la vie de Donna, croyant que tout est lié à elle. Shirley envoie un escadron UNIT pour enquêter sur le vaisseau spatial, cependant, ils finissent contrôlés par une entité bleue. Rose trouve dans une contre-allée une petite créature à fourrure appelée Meep et la cache dans sa cabane où elle fabrique des gonks (des jouets en peluche). Le Meep prétend que les Guerriers Wrarth le poursuivent pour sa fourrure.
Donna découvre le Meep au moment où le Docteur arrive chez elle et est confronté à une Sylvia en colère. Le Docteur calme tout le monde et apprend l'histoire du Meep. Les soldats de UNIT et les Guerriers Wrarth arrivent et une mini-guerre éclate entre eux. Le Docteur fait sortir la famille Noble et le Meep mais se rend compte que les Guerriers Wrarth n'utilisent pas la force meurtrière. Il organise un procès entre le Meep et deux Guerriers Wrarths, ce dernier révélant que la planète natale du Meep a été bombardée par un soleil psychedélique qui a transformé toute son espèce en êtres vicieux et que le Meep est le dernier de son espèce, tentant de gouverner l'univers. Le Meep laisse tomber sa façade bienveillante et tue les Guerriers Wrarths, révélant que les soldats possédés de UNIT sont sous son contrôle et prend en otage la famille de Donna et le Docteur.
Le Meep prévoit de s'échapper de la Terre avec ses nouveaux soldats au prix de l'incinération de Londres. Le Docteur et la famille de Donna sont sauvés par Shirley. Donna, qui commence à se souvenir de son passé, et le Docteur, partent arrêter le Meep. Piégé dans le vaisseau spatial et manquant de temps, le Docteur est obligé de réveiller les souvenirs de Donna, et les deux parviennent à arrêter le vaisseau du Meep. À leur grande surprise, Donna ne meurt pas. Avec la naissance de Rose, Donna lui avait transmis une partie de la Métacrise , réveillant des souvenirs du Docteur en Rose, dont la cabane étaient une facade représentant inconsciemment un TARDIS et les poupées étaient des extraterrestres que Donna et le Docteur avaient rencontré. Le Meep est capturé par les Guerriers Wrarths, tandis que Donna et Rose expulsent le reste de la Métacrise de leurs corps.
Le Docteur suggère à Donna et à sa famille de rendre visite à Wilfred Mott. Ils découvrent le nouveau TARDIS, tandis que le Docteur court dans tous les sens, Donna lui demande de saisir la seconde chance que l'Univers lui a offert pour profiter avec elle et sa famille. Sauf que Donna fait accidentellement dérailler le TARDIS en renversant du café sur la nouvelle console de commande, il se dématérialise et la console explose de partout. Le Docteur explique qu'ils pourraient se retrouver n'importe où dans l'espace et le temps.

## Continuité
- Au début de l'épisode, plusieurs scènes de la Saison 4 sont montrées telles que Bibliothèque des ombres, deuxième partie ; La Terre volée ; Le Mariage de Noël ; La Fin du voyage ; A.T.M.O.S., première partie ; Bibliothèque des ombres, première partie ; Agatha Christie mène l'enquête ; La Chute de Pompéi ; Le Retour de Donna Noble mais aussi de son mariage dans La Prophétie de Noël.

- Au cours de l'épisode, le terme « Quoi ?! » (What?! en version originale) est répété à de nombreuses reprises, terme que le Dixième Docteur répétait à la fin de l'épisode Adieu Rose (Saison 2) et Le Dernier Seigneur du temps (Saison 3).
- Durant l'épisode, Donna appelle le Docteur « Maigrichon » et « Homme de l'espace » comme elle le faisait déjà auparavant.
- Quand le Docteur interpelle Shaun, il lui montre son Papier Psychique en disant « Grand Maître de la Connaissance » sauf que ce dernier affiche « Grande Maîtresse » en référence à son incarnation précédente qui était devenue une femme.
- Le Docteur utilise l'expression « Allons-y » comme le faisait le Dixième Docteur.
- Après cela, il se présente comme un ami de Nerys, nom très récurrent que Donna mentionnait très souvent.
- Dans le taxi, le Docteur demande à Shaun si Donna s'appelle Noble-Temple, or sa réponse a été « ça fait nom de musée », phrase qui a déjà été mentionnée dans l'épisode La Prophétie de Noël (Saison 4 - Épisodes Spéciaux).
- Toujours dans le taxi, le Docteur demande ce qu'ils avaient fait de l'argent de la loterie, toujours en référence à l'épisode La Prophétie de Noël où ce dernier a offert en cadeau de mariage un billet de loterie.
- Quand Shirley Ann Bingham se présente comme conseillère scientifique de UNIT N° 56, le Docteur répond qu'il était le conseiller scientifique de UNIT N° 1, en référence au Troisième Docteur qui travaillait pour UNIT dans les années 70.

- Lorsque le Docteur discute avec Shirley Anne Bingham, il mentionne ses trois dernières incarnations qu'il a été précédemment dont celui avec un nœud papillon en référence au Onzième Docteur, puis qu'il a été un Écossais en référence au Douzième Docteur et qu'il a été une femme brillante en référence au Treizième Docteur qui ont été interprétés respectivement par Matt Smith, Peter Capaldi et Jodie Whittaker.
- Quand le Meep est caché parmi les jouets de Rose, c'est une référence au film E.T., l'extra-terrestre où E.T. était caché parmi les jouets et peluches également.
- Donna appelle le Meep « martien » et « furet de Mars », comme Donna avait habitude de surnommé le Docteur de cette manière dans Le Mariage de Noël.
- Dans le grenier de la maison de Donna, le Docteur dit que le tournevis sonique est doué pour « faire vibrer le ciment », chose que le Neuvième Docteur a déjà essayé de faire dans l'épisode Le Docteur danse (Saison 1).
- Dans le parking souterrain, le Docteur porte une perruque de juge comme dans l'épisode annulé Shada avec le Quatrième Docteur.
- Au même endroit, le Docteur mentionne La Proclamation de l'Ombre apparue dans La Terre volée (Saison 4) et Le Magicien et son disciple (Saison 9).
- Dans la version originale, le Meep se dit être « The Beep of all the Meep » sachant que son nom dans le comic original The Star Beast (1980) est Beep the Meep.
- Dans le vaisseau du Meep, lorsque le Docteur réactive ses souvenirs à Donna, cette dernière répète « Binaire. Binaire. Binaire. » comme à la fin de l'épisode La Fin du voyage (Saison 4) quand le Dixième Docteur s'apprête à lui effacer sa mémoire pour la sauver de cette connaissance qui était en train de la tuer.
- Le Docteur mentionne le nom « Docteur-Donna » qui a déjà été mentionné également par les Oods dans Le Chant des Oods et de nouveau dans La Fin du voyage et évoqué a Wilfred dans La Prophétie de Noël.
- Donna et le Docteur comprennent que Rose a choisi son prénom en référence à Rose Tyler qui a voyagé avec le Neuvième et Dixième Docteur au cours de la Saison 1 et la Saison 2.
- À la fin, les jouets dans le cabanon de Rose font référence à plein de créatures rencontrés par le Docteur et/ou Donna : Un Dalek, un Judoon, un Cyberman, un Adipose (Le Retour de Donna Noble), un Lupari (Doctor Who: Flux) , un Ood (Le Chant des Oods) et dans Doctor Who: Unleashed il est aussi révélé qu'il y avait la représentation d'un Ange Pleureur (Les Anges Pleureurs) et de la Bête (La Planète du Diable, deuxième partie) dans ses jouets.
- À plusieurs moments, les thèmes musicaux du Neuvième et du Onzième Docteur ont été remixés par Murray Gold.
- Tout au long de l'épisode, il est expliqué que Donna ne doit surtout pas se souvenir du Docteur sinon ça la tuerait, comme expliqué dans La Fin du voyage (Saison 4) et La Prophétie de Noël (Saison 4 - Épisodes Spéciaux).